# Waterpoortsgracht
De Waterpoortsgracht is een straat, die de deels kade vormt van De Kolk en gracht in de binnenstad van Sneek.
De kade en de gracht zijn vernoemd naar de aangrenzende Waterpoort en loopt van het Hoogend naar het Martiniplein. De aanlegkade naast de Waterpoort, aan de Kolk, wordt veelal gebruikt voor ontvangst van hooggeplaatste personen en is tijdens de vlootschouw van de Sneekweek bijvoorbeeld de afmeerlocatie van het Statenjacht van Friesland. In 2005 zette Sinterklaas hier voor het eerst voet op Nederlandse bodem.
Op de Waterpoortsgracht bevindt zich de Wonderbrug. Het huis direct naast de Waterpoort is het geboortehuis van Willem de Sitter.